# Albert Mosella i Comas
Albert Mosella Comas (Sabadell, Vallès Occidental, 6 d'agost de 1899 - Barcelona, Barcelonès, 20 de desembre de 1976) va ser un pèrit electricista, excursionista i directiu esportiu català.
Mosella fou soci fundador, el 1919, del Centre Excursionista de Sabadell, entitat de la qual també va es va convertir en el seu primer president fins al 1924, i el seu vicepresident entre els anys 1940 i 1959. L'any 1935, durant una estada als Alps austríacs, va ascendir el pic del Hoher Dachstein. Entre 1959 i 1967 presidí el Centre Excursionista de Catalunya (CEC), i va col·laborar en el llibre Montaña. Anales del Centro Excursionista de Cataluña (1939-1945). Va participar en la creació del Refugi d'Amitges com a refugi de muntanya. Fou considerat un dels presidents més dinàmics i constructius del CEC i va estar vinculat, durant molts anys, a l'esquí de La Molina i de tota Catalunya. L'any 1970 fou un dels impulsors de la creació de la Unió Excursionista de Sabadell (UES), fruit de la fusió de les tres entitats excursionistes existents en aquell moment a la seva ciutat natal. El 1976, amb motiu del centenari del Centre Excursionista de Catalunya, va rebre la medalla d'argent del CEC.
Mosella, també destacà socialment amb relació a la seva activitat professional com a pèrit electricista. Així, fou membre de la Societat de Radiologia i Electrologia de Catalunya. El 1933 fou elegit vicepresident, i el 1935 president, de l'Associació de Perits i Tècnics Industrials de Catalunya. El 1944 la mateixa associació li va agrair, com a membre destacat, la fecunda tasca desenvolupada en la investigació i aplicació técnicoindustrial de la radiografia aplicada a la metal·lúrgia, especialitat en la qual va adquirir un sòlid prestigi, participant en conferències.